# Браян Баттістоун
Браян Баттістоун (англ. Brian Battistone; нар. 10 серпня 1979) — колишній американський тенісист.
Найвищу одиночну позицію світового рейтингу — 853 місце досяг 16 листопада 2009, парну — 88 місце — 1 листопада 2010 року.

## Титули and finals

### Парний розряд: 17 (6–11)
| Легенда (парний розряд)  |
| ------------------------ |
| Тур ATP Челленджер (4–7) |
| Тур ITF Ф'ючерс (2–4)    |

| Титули за покриттям |
| ------------------- |
| Тверде (4–8)        |
| Ґрунт (2–3)         |

| Результат | Ранг | Дата (Final) | Турнір                                      | Type       | Покриття | Партнер              | Суперники у фіналі                              | Рахунок               |
| Поразка   | 0–1  | Жов 2007     | Лагуна-Нігел (Каліфорнія), Каліфорнія, США  | Ф'ючерс    | Тверде   | Данн Баттістоун      | Джастін Діао Натале Левар Гарпер-Гріффіт        | 1–6, 7–5, [7–10]      |
| Перемога  | 1–1  | Жов 2007     | Батон-Руж, Луїзіана, США                    | Ф'ючерс    | Тверде   | Данн Баттістоун      | Карстен Болл Райлан Різза                       | 6–4, 7–6(7–3)         |
| Поразка   | 1–2  | Січ 2008     | Бока-Ратон, Флорида, США                    | Ф'ючерс    | Тверде   | Данн Баттістоун      | Володимир Ігнатик Андрій Куманцов               | 5–7, 4–6              |
| Поразка   | 1–3  | Бер 2008     | Гарлінген, Техас, США                       | Ф'ючерс    | Тверде   | Данн Баттістоун      | Ніколас Монро Філліп Сіммондс                   | 3–6, 1–6              |
| Поразка   | 1–4  | Чер 2008     | Шингл-Спрінгс (Каліфорнія), Каліфорнія, США | Ф'ючерс    | Тверде   | Данн Баттістоун      | Райлан Різза Кеес Ван'т Гоф                     | 7–5, 6–7(2–7), [9–11] |
| Поразка   | 1–5  | Сер 2008     | Бінгемтон, Нью-Йорк, США                    | Челленджер | Тверде   | Данн Баттістоун      | Карстен Болл Тревіс Реттенмаєр                  | 3–6, 4–6              |
| Перемога  | 2–5  | Жов 2008     | Сакраменто, Каліфорнія, США                 | Челленджер | Тверде   | Данн Баттістоун      | Джон Ізнер Ражів Рам                            | 1–6, 6–3, [10–4]      |
| Перемога  | 3–5  | Лис 2009     | Шампейн-Урбана, Іллінойс, США               | Челленджер | Тверде   | Данн Баттістоун      | Трет Г'юї Харш Манкад                           | 7–5, 7–6(7–5)         |
| Поразка   | 3–6  | Кві 2010     | Сен-Бріє, Франція                           | Челленджер | Ґрунт    | Райлер Дегарт        | Володимир Ігнатик Давід Марреро                 | 6–4, 4–6, [5–10]      |
| Перемога  | 4–6  | Тра 2010     | Сарасота, Флорида, США                      | Челленджер | Ґрунт    | Райлер Дегарт        | Геро Кречмер Александер Сачко                   | 5–7, 7–6(7–4), [10–8] |
| Перемога  | 5–6  | Тра 2010     | Карсон, Каліфорнія, США                     | Челленджер | Тверде   | Ніколас Монро        | Артем Сітак Леонарду Таваріш                    | 5–7, 6–3, [10–4]      |
| Поразка   | 5–7  | Лип 2010     | Пособланко, Іспанія                         | Челленджер | Тверде   | Філіп Прпіч          | Марсель Гранольєрс Херард Гранольєрс-Пухоль     | 4–6, 6–4, [4–10]      |
| Поразка   | 5–8  | Сер 2010     | Сеговія, Іспанія                            | Челленджер | Тверде   | Харш Манкад          | Тьяго Алвес Франко Феррейро                     | 2–6, 7–5, [8–10]      |
| Поразка   | 5–9  | Сер 2010     | Стамбул, Туреччина                          | Челленджер | Тверде   | Андреас Сільєстрем   | Леош Фридль Душан Вемич                         | 6–7(6–8), 6–7(3–7)    |
| Поразка   | 5–10 | Сер 2010     | Сан-Себастьян, Іспанія                      | Челленджер | Ґрунт    | Андреас Сільєстрем   | Рубен Рамірес Ідальго Сантьяго Вентура Бертомеу | 4–6, 6–7(3–7)         |
| Поразка   | 5–11 | Вер 2010     | Генуя, Італія                               | Челленджер | Ґрунт    | Андреас Сільєстрем   | Андре Бегеманн Мартін Еммріх                    | 6–1, 6–7(3–7), [7–10] |
| Перемога  | 6–11 | Лис 2015     | Найсвілл (Флорида), Флорида, США            | Ф'ючерс    | Ґрунт    | Борис Никола Бакалов | Нік Чаппелл Дейн Вебб                           | 7–6(7–5), 5–7, [10–6] |